# Lacanobia kirghisa
Lacanobia kirghisa là một loài bướm đêm thuộc họ Noctuoidea. Nó được tìm thấy ở Kyrgyzstan.